# Fonction de Langevin

Fonction de Langevin (en rouge), avec deux approximations pour des petits x : développement en fraction continue tronqué (en vert), et développement limité à l'ordre 3 (en bleu).

La fonction de Langevin est due à Paul Langevin (1872-1946) et se définit par {\displaystyle L(x)=\coth(x)-{1 \over x}} où coth est la fonction cotangente hyperbolique.

## Contexte
La fonction de Langevin apparaît dans la description du paramagnétisme d'un matériau soumis à un champ magnétique uniforme B, ainsi que celle de systèmes formellement apparentés comme un polymère librement joint soumis à une force de traction constante.
Le matériau est décrit comme une assemblée de dipôles magnétiques classiques indépendants, ayant chacun un moment magnétique m dont la direction est libre mais le module, µ, est fixe. L'énergie de chaque dipôle est alors U = −m⋅B.

## Calcul de l'aimantation moyenne
On se place à température fixée (ensemble canonique). Dans ce cas, l'aimantation du matériau vaut M = n⟨m⟩ où n est la densité de moments magnétiques et la valeur moyenne ⟨m⟩ de ces moments est donnée par la loi de Boltzmann :
{\displaystyle \langle \mathbf {m} \rangle ={\frac {\int \mathbf {m} e^{\frac {\mathbf {m} \cdot \mathbf {B} }{k_{B}T}}d\Omega }{\int e^{\frac {\mathbf {m} \cdot \mathbf {B} }{k_{B}T}}d\Omega }}}
où k B est la constante de Boltzmann, T  la température, dΩ l'élément d'angle solide et où l'intégration se fait sur toutes les orientations possibles pour m.

### Résultat
Des manipulations élémentaires mènent alors à
{\displaystyle \langle M\rangle =n\mu \left[\coth {\left({\frac {\mu B}{k_{B}T}}\right)}-{\frac {k_{B}T}{\mu B}}\right]=n\mu L\left({\frac {\mu B}{k_{B}T}}\right)}
où L est la fonction de Langevin.

## Comportement asymptotique
À champ non nul, lorsque la température tend vers zéro on a ⟨M⟩ ≈ nµ : l'aimantation sature (les spins sont gelés dans l'état fondamental). Lorsqu'on se place dans la limite des hautes températures ⟨M⟩ ≈ 0, l'énergie thermique est très supérieure à l'énergie magnétique (régime entropique : les spins ne voient plus le champ magnétique).
Pour x ≪ 1, la fonction de Langevin peut se développer en série de Taylor :
{\displaystyle L(x)={\tfrac {1}{3}}x-{\tfrac {1}{45}}x^{3}+{\tfrac {2}{945}}x^{5}-{\tfrac {1}{4\;725}}x^{7}+{\tfrac {2}{93\;555}}x^{9}+\cdots }
ou en fraction continue généralisée :
{\displaystyle L(x)={\frac {x}{3+{\tfrac {x^{2}}{5+{\tfrac {x^{2}}{7+{\tfrac {x^{2}}{9+\cdots }}}}}}}}}
Dans le régime des hautes températures (kT ≫ µB), on peut garder le seul premier terme de ces développements (L(x) ≈ x/3), ce qui conduit à la loi de Curie :
{\displaystyle \langle M\rangle ={\dfrac {n\mu ^{2}B}{3k_{B}T}}=\chi B}
avec {\displaystyle \chi \propto {\dfrac {1}{T}}} la susceptibilité magnétique.
La fonction de Langevin vérifie aussi la relation suivante, qui peut se déduire d'un analogue pour la fonction cotangente :
{\displaystyle \forall x\in \mathbb {R} ^{*}\quad L(x)=\displaystyle \sum _{n=1}^{+\infty }{\dfrac {2x}{x^{2}+n^{2}\pi ^{2}}}.}